# Elecciones federales de Australia de 1961
El 9 de diciembre de 1961 se celebraron elecciones federales en Australia, en las que se renovaron la Cámara de Representantes y el Senado.

## Resultados

### Cámara de Representantes
|  | Partido                       | Votos     | %     | +/-   | Escaños | +/- |
|  | Partido Laborista Australiano | 2.512.929 | 47.90 | +5.09 | 60      | +15 |
|  | Partido Liberal de Australia  | 1.761.738 | 33.58 | -3.65 | 45      | -13 |
|  | Democratic Labor Party        | 456.962   | 8.71  | -0.70 | 0       | 0   |
|  | Partido Nacional del Campo    | 446.475   | 8.51  | -0.81 | 17      | -2  |
|  | Otros                         | 67.929    | 1.29  |       | 0       | 0   |
|  | Total                         | 5.246.033 |       |       | 122     |     |
|  | Coalición Liberal- Nacional   |           | 49.50 | -4.60 | 62      | -15 |
|  | Partido Laborista Australiano |           | 50.50 | +4.60 | 60      | +15 |

### Senado
|  | Partido                        | Votos     | %     | +/-    | Escaños ganados | Escaños totales |
|  | Partido Laborista Australiano  | 2.151.339 | 44.71 | +1.93  | 14              | 28              |
|  | Liberal/Nacional (Lista Única) | 1.595.696 | 33.16 | +9.79  | 8               | *               |
|  | Democratic Labor Party         | 472.578   | 9.82  | +1.40  | 0               | 1               |
|  | Partido Liberal de Australia   | 398.292   | 8.28  | -12.41 | 7               | 24              |
|  | Partido Comunista de Australia | 78.188    | 1.62  | -1.29  | 0               | 0               |
|  | Partido Nacional del Campo     | 31.090    | 0.65  | -0.50  | 1               | 6               |
|  | Independientes                 | 46.499    | 0.97  | +0.54  | 1               | 1               |
|  | Otros                          | 38.581    | 0.80  |        | 0               | 0               |
|  | Total                          | 4.812.263 |       |        | 31              | 60              |

- Datos: Q3586896